# 名古屋大学博物館
名古屋大学博物館（なごやだいがくはくぶつかん）は愛知県名古屋市千種区の名古屋大学構内にある博物館。

## 沿革
1982年（昭和57年）、学内施設として設立された名古屋大学総合研究資料館を前身とする。古川為三郎夫妻の寄附で1964年（昭和39年）東山キャンパスに建設された古川図書館（現・古川記念館）を、同年再び古川夫妻からの寄附を受けて資料館として改修し、一般公開を開始。2000年（平成12年）4月、全国で5番目の国立大学総合博物館として名古屋大学博物館となった。収蔵資料数は約110万点。
名大の「キャンパスミュージアム構想」に基づき、2003年（平成15年）度には野外観察園とセミナーハウスを整備、2007年（平成19年）には記念館の耐震改修と共にバリアフリー化が行われ、3階にミュージアムサロンが開設された。常設展示のほか、年1回の特別展と年数回の企画展が行われる。
2013年（平成25年）3月26日には地球科学等の自然科学分野における教育・研究活動の連携のため、名古屋市科学館と相互協力に関する協定書を締結した。

## 常設展示

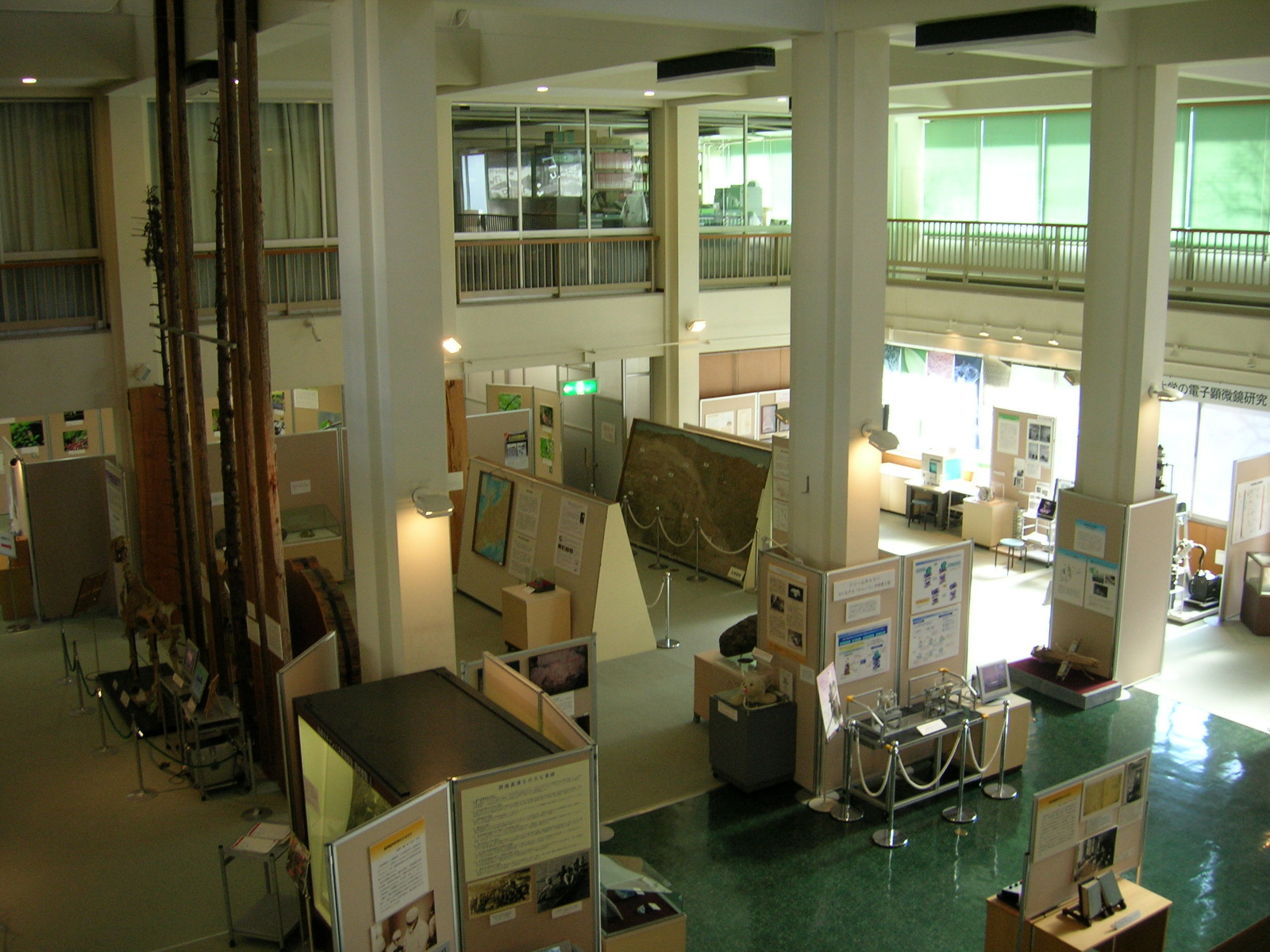
館内

### 玄関ホール
- 名古屋大学のあゆみ、ギベオン隕石

### 展示室
- 濃尾平野の生い立ちと木曽三川流域の自然誌
- 電子顕微鏡
- フィールドワークと名古屋大学
- 知をつくる - 名古屋大学の研究紹介

### ミュージアムサロン
- 各種実物標本、および芸術作品（随時更新）

## 野外観察園
1960年頃に造成された旧・教養部生物学教室の実験圃場を母体とする4,230平方メートルの緑地で、2002年（平成14年）から博物館が管理・運営を行っており、一般に公開されている。観察園には野外に約600種、温室に約200種の植物が生育しており、貴重な絶滅危惧種も存在する。
なお、観察園は四谷通を挟んで西側キャンパスの南部食堂に隣接する位置にある。

## 博物館コンサート
不定期に展示室でのコンサートが催されており、「NUMCo」の略称で呼ばれる。

## 利用案内

### 博物館
- 開館時間 ：火曜日〜土曜日、10時から16時（入館15時30分まで）
- 休館日 ：日曜日、月曜日

### 野外観察園
- 開園時間 ：月曜日〜金曜日、10時から16時（入園15時30分まで）
- 休園日 ：土曜日、日曜日、祝日・閉校日

いずれも入館・入園料は無料。なお、休館・休園は上記の限りではない。

## アクセス
- 名古屋市営地下鉄名城線 - 名古屋大学駅
- 名古屋市営バス - 「名古屋大学」下車

市バス路線については上記の「名古屋大学駅」も参照されたい。

## 参考資料
- 『名古屋大学博物館要覧 2008-2009』-（名古屋大学博物館・2008年）